# 26 marca
26 marca jest 85. (w latach przestępnych 86.) dniem w kalendarzu gregoriańskim. Do końca roku pozostaje 280 dni.

## Święta
- Imieniny obchodzą: Bazyli, Dyzma, Emanuel, Emanuela, Eutychiusz, Feliks, Kwadrat, Larysa, Ludger, Manuela, Montan, Nicefor, Teodor, Teodozjusz, Teodozy i Tworzymir.
- Bangladesz – Święto Niepodległości
- Mali – Dzień Męczenników
- Wspomnienia i święta w Kościele katolickim[1][2]:
  - Dzień Modlitw za Więźniów (ustanowiony na Konferencji Episkopatu Polski w 2009[3] w dniu wspomnienia św. Dobrego Łotra, patrona więźniów)
  - św. Dobry Łotr (św. Dyzma) – ukrzyżowany złoczyńca po prawej stronie Jezusa Chrystusa
  - św. Kwadrat z Anatolii (biskup i męczennik)
  - św. Ludger (biskup)
  - bł. Magdalena Morano (wspomnienie również 15 listopada)
  - św. Małgorzata Clitherow (jedna z Czterdziestu męczenników Anglii i Walii; wspomnienie również 25 marca)

## Wydarzenia w Polsce
- 1501 – Biskup płocki Wincenty Przerębski uzyskał zgodę króla Jana Olbrachta na nadanie praw miejskich osadzie Wyszków i jako właściciel nadał je rok później.
- 1582 – Król Stefan Batory lokował na prawie magdeburskim Dyneburg (obecnie na Łotwie).
- 1617 – Miastko uzyskało prawa miejskie.
- 1722 – Biała Piska uzyskała prawa miejskie.
- 1790 – Sejm Czteroletni uchwalił tzw. podatek dochodowy dziesiątego grosza na utrzymanie armii, płacony z dóbr szlacheckich i w podwójnej wysokości z dóbr kościelnych.
- 1813 – VI koalicja antyfrancuska: wojska rosyjskie rozpoczęły oblężenie Jasnej Góry.
- 1864 – Rozpoczął działalność Komitet Urządzający w Królestwie Polskim, powołany przez cesarza Aleksandra II Romanowa do przeprowadzenia reformy uwłaszczeniowej i wprowadzenia administracji wiejskiej.
- 1885 – Rozpoczęły się tzw. rugi pruskie – masowe wysiedlenia Polaków i Żydów z paszportami rosyjskim i austriackim z Prus. Do 1890 roku wysiedlono ponad 30 tys. osób.
- 1905 – Bojowiec PPS Stefan Aleksander Okrzeja dokonał zamachu bombowego na cyrkuł carskiej policji w Warszawie.
- 1908 – Na ulice Warszawy wyjechał pierwszy tramwaj elektryczny.
- 1915 – I wojna światowa: zakończyła się niemiecko-rosyjska bitwa przasnyska.
- 1936 – W Częstochowie policja zaatakowała demonstrację bezrobotnych, zabijając jedną osobę i raniąc kilka.
- 1943:
  - Pod warszawskim Arsenałem (skrzyżowanie ulic Bielańskiej i Długiej) Grupy Szturmowe Szarych Szeregów uwolniły harcmistrza Jana Bytnara „Rudego” oraz 25 innych więźniów politycznych, przewożonych z siedziby Gestapo przy Alei Szucha na Pawiak.
  - W nocy z 26 na 27 marca oddział UPA dokonał masakry ponad 180 Polaków we wsi Lipniki na Wołyniu. Z rzezi został ocalony przez ojca 1,5-roczny Mirosław Hermaszewski.
- 1945:
  - Armia Czerwona zajęła Rybnik i Wodzisław Śląski.
  - Rząd Tymczasowy powołał Korpus Bezpieczeństwa Wewnętrznego.
- 1956 – Telewizja Polska wyemitowała premierowe wydanie pierwszego polskiego talk-show Tele-Echo.
- 1968 – Premiera filmu Poradnik matrymonialny w reżyserii Włodzimierza Haupe.
- 1974 – W Teatrze Wielkim w Łodzi odbyła się premiera musicalu Przygody pana Kleksa w reżyserii Lecha Wojciechowskiego z librettem Igora Sikiryckiego i muzyką Piotra Marczewskiego.
- 1977 – Na konferencji prasowej w Warszawie poinformowano o utworzeniu Ruchu Obrony Praw Człowieka i Obywatela (ROPCiO).
- 1981 – Lecący z Warszawy samolot PLL LOT An-24W z 46 pasażerami i 4 członkami załogi na pokładzie, podczas podchodzenia do lądowania na lotnisku w Słupsku uderzył dwukrotnie o ziemię, po czym stanął w płomieniach, w wyniku czego zginął jeden z pasażerów, a 19 osób zostało rannych.
- 1982 – Sejm PRL przyjął nowelizację Konstytucji PRL powołującą do życia Trybunał Konstytucyjny i Trybunał Stanu.
- 1990 – Na antenie TVP Wrocław wyemitowano premierowe wydanie lokalnego serwisu informacyjnego Fakty.
- 2004:
  - Doszło do rozłamu w SLD. 26 byłych działaczy Sojuszu Lewicy Demokratycznej i Unii Pracy powołało nową partię – Socjaldemokrację Polską (SDPL).
  - Premier RP Leszek Miller zapowiedział, że 2 maja poda się do dymisji.
- 2007 – W Zakładzie Karnym w Sieradzu strażnik więzienny zastrzelił 3 policjantów z Pabianic, a konwojowanego przez nich osadzonego ciężko zranił.
- 2011 – Na Wielkiej Krokwi im. Stanisława Marusarza w Zakopanem odbyły się specjalne zawody, podczas których Adam Małysz oficjalnie zakończył karierę sportową.
- 2015 – Pod Stadionem Narodowym w Warszawie odsłonięto pomnik Kazimierza Górskiego.

## Wydarzenia na świecie

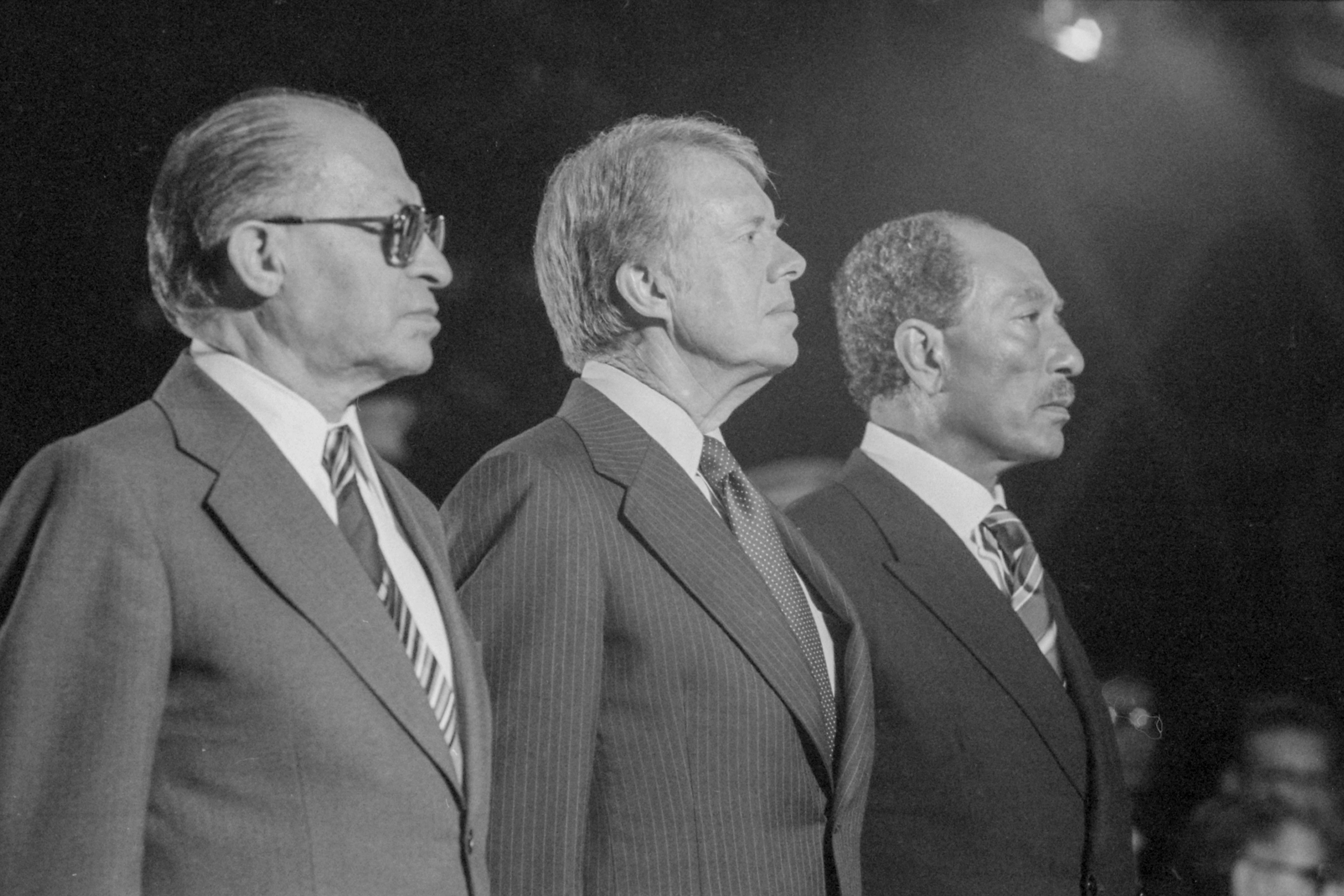
Menachem Begin, Jimmy Carter oraz Anwar as-Sadat w Camp David (1979)

- 196 p.n.e. – Ptolemeusz V Epifanes został koronowany w Memfis na faraona.
- 752 – Stefan II został papieżem.
- 1027 – Papież Jan XIX koronował Konrada II Salickiego na cesarza rzymsko-niemieckiego.
- 1077 – W Moguncji odbyła się koronacja antykróla niemieckiego Rudolfa Szwabskiego.
- 1211 – Alfons II Gruby został królem Portugalii.
- 1226 – Cesarz rzymsko-niemiecki Fryderyk II Hohenstauf wydał Złotą Bullę z Rimini, w której nadał krzyżakom prawo do wszystkich ziem jakie zdobędą podczas misji w Prusach oraz uznał siebie za seniora zakonu krzyżackiego i Polski, a także uniwersalnego władcę chrześcijańskiej Europy.
- 1267 – We włoskim Viterbo papież Klemens IV kanonizował Jadwigę Śląską, patronkę Polski i Śląska.
- 1350 – Piotr I Okrutny został królem Kastylii i Leónu.
- 1467 – W Lhotce pod Rychnovem odbył się pierwszy synod gmin braci czeskich.
- 1511 – Silne trzęsienie ziemi i wywołane nim tsunami zabiły na północnym wybrzeżu Adriatyku kilkanaście tysięcy osób.
- 1526 – Zwolniony z hiszpańskiej niewoli król Francji Franciszek I Walezjusz powrócił do kraju.
- 1573 – Wojny z hugenotami: ok. 150 żołnierzy katolickich zginęło podczas oblężenia La Rochelle na zachodnim wybrzeżu Francji w wyniku przedwczesnej eksplozji ładunków, którymi zamierzano wysadzić mury miejskie.
- 1583 – Angielski okultysta John Dee rozpoczął spisywanie tekstów w języku enochiańskim, rzekomo przekazanym mu i Edwardowi Kelleyowi przez anioły, a uznawanym za język sztuczny.
- 1636 – Założono uniwersytet w holenderskim Utrechcie.
- 1640 – Królowa Szwecji Krystyna Waza założyła uniwersytet w fińskim Turku.
- 1761 – Joannik III został ekumenicznym patriarchą Konstantynopola.
- 1791 – We Francji przyjęto pierwszą definicję metra.
- 1799 – II koalicja antyfrancuska: zwycięstwo wojsk austriackich nad francuskimi w bitwie pod Legnago.
- 1812 – Trzęsienie ziemi w stolicy Wenezueli Caracas zabiło 15-20 tys. osób.
- 1830 – Opublikowano Księgę Mormona.
- 1853 – Aleksa Simić(inne języki) został po raz drugi premierem Księstwa Serbii.
- 1854 – Książę Parmy Karol III został podczas wieczornego spaceru pchnięty nożem przez nieznanego napastnika, w wyniku czego zmarł następnego dnia.
- 1855 – Sformowano amerykański 9 Pułk Piechoty.
- 1881:
  - Karol I został ogłoszony pierwszym królem Rumunii.
  - W wieku 20 lat w Madison w stanie Wisconsin padła samica bielika amerykańskiego o imieniu Old Abe, która była maskotką 8. Regimentu Piechoty Ochotniczej z Wisconsin w trakcie wojny secesyjnej i której wizerunek stanowi obecnie element godła elitarnej 101 Dywizji Powietrznodesantowej.
- 1885 – W Kanadzie wybuchł bunt Metysów (tzw. rebelia północno-zachodnia).
- 1888 – Khalifa ibn-Said(inne języki) został sułtanem Zanzibaru.
- 1894 – Jules de Burlet(inne języki) został premierem Belgii.
- 1895 – Wojna chińsko-japońska: wojska japońskie zdobyły Peskadory.
- 1898 – Na terenie dzisiejszej RPA utworzono pierwszy na świecie rezerwat przyrody (dziś część Parku Narodowego Krugera).
- 1904 – Sisavang Vong został królem Luang Prabang (od 1946 roku Laosu).
- 1913 – I wojna bałkańska: wojska bułgarskie zdobyły Adrianopol (Edirne).
- 1914 – W Albanii ustanowiono Order Czarnego Orła.
- 1917 – I wojna światowa: klęska wojsk brytyjskich w I bitwie pod Gazą z Turkami.
- 1918 – Została przyjęta flaga stanowa Kentucky.
- 1924 – Friedrich Akel został Starszym Państwa Republiki Estonii.
- 1926 – Założono hiszpański klub piłkarski Real Oviedo.
- 1931 – Założono szwajcarskie linie lotnicze Swissair.
- 1936 – W katastrofie samolotu Ford Trimotor w meksykańskim Zumpango zginęło 14 osób, w tym książę Adolf II Schaumburg-Lippe i jego żona.
- 1939 – Ambasador RP w Berlinie Józef Lipski poinformował ministra spraw zagranicznych Joachima von Ribbentropa o odrzuceniu przez Polskę niemieckich żądań.
- 1941 – Kampania śródziemnomorska: włoskie motorówki wybuchowe typu MTM ciężko uszkodziły w Zatoce Suda na Krecie brytyjski krążownik HMS „York”.
- 1944:
  - Wojna na Pacyfiku: na północ od Palau po eksplozji własnej torpedy zatonął amerykański okręt podwodny USS „Tullibee”, w wyniku czego zginęło 79 spośród 80 członków załogi.
  - W teatrze miejskim w okupowanym Mińsku odbyła się premiera opery Nikołaja Szczegłow-Kulikowicza Wsiesław Czarodziej według wierszy Natalli Arsenniewej.
- 1945:
  - Bitwa o Atlantyk: niemiecki okręt podwodny U-399(inne języki) został zatopiony w kanale La Manche bombami głębinowymi przez brytyjską fregatę HMS „Duckworth”(inne języki), w wyniku czego zginęło 46 spośród 47 członków załogi.
  - Front wschodni: 36 radzieckich bombowców Pe-2 dokonało dziennego nalotu na centrum Nitry na Słowacji, w wyniku czego zginęło co najmniej 345 osób, w tym zaledwie 5 żołnierzy niemieckich i 8 słowackich.
  - Wojna na Pacyfiku: zakończyła się bitwa o Iwo Jimę.
- 1946:
  - Podpisano układ o wycofaniu wojsk radzieckich z Iranu.
  - Radio BBC rozpoczęło regularne nadawanie w języku rosyjskim.
  - Założono norweską linię lotniczą Braathens.
- 1953 – Amerykański wirusolog Jonas Salk ogłosił w ogólnokrajowym programie radiowym, że z powodzeniem przetestował inaktywowaną szczepionkę przeciwko polio.
- 1955 – Mający lecieć z Seattle do Sydney (z międzylądowaniami w Portlandzie i Honolulu), należący do linii Pan Am Boeing 377 Stratocruiser wodował przymusowo, po awarii jednego z silników, 56 km od wybrzeża Oregonu. Wrak utrzymywał się na wodzie ok. 20 minut, a następnie zatonął na głębokości 1600 m. Spośród 23 osób na pokładzie przeżyło 19, które zostały wyłowione przez okręt USS „Bayfield”.
- 1956 – W ZSRR założono Zjednoczony Instytut Badań Jądrowych.
- 1958:
  - Odbyła się 30. ceremonia wręczenia Oscarów.
  - Został wystrzelony amerykański satelita naukowy Explorer 3.
- 1962 – W Algierze francuskie wojsko dokonało masakry od 50 do 80 francuskich kolonistów, protestujących przeciwko podpisanemu 18 marca porozumieniu z Évian(inne języki), które zakończyło wojnę algierską i przyznało Algierii niepodległość.
- 1967 – Papież Paweł VI ogłosił encyklikę społeczną Populorum progressio.
- 1971:
  - Bangladesz (jako Pakistan Wschodni) proklamował niepodległość od Pakistanu; początek wojny o niepodległość kraju.
  - Chiny i Kamerun nawiązały stosunki dyplomatyczne.
  - Nihat Erim został premierem Turcji.
  - Rozpoczęła działalność elektrownia jądrowa Fukushima Nr 1 w Japonii.
- 1973:
  - Amerykańska stacja CBS wyemitowała pierwszy odcinek opery mydlanej Żar młodości.
  - Prezydent Egiptu Anwar Sadat objął funkcję premiera, zapowiadając nieuchronność „totalnej konfrontacji” z Izraelem.
- 1974 – Grupa wieśniaczek w dystrykcie Chamoli w stanie Uttarakhand w północnych Indiach zablokowała własnymi ciałami wycinkę drzew, co dało początek Ruchowi Chipko.
- 1975 – Weszła w życie Konwencja o broni biologicznej.
- 1976 – Powstała Partia Porozumienia Liberałów i Demokratów na rzecz Europy (ELDR).
- 1979:
  - W katastrofie wschodnioniemieckiego Iła-18D w stolicy Angoli Luandzie zginęło wszystkich 10 osób na pokładzie.
  - W Waszyngtonie podpisano izraelsko-egipski traktat pokojowy.
- 1980 – Założono międzynarodowe komercyjne przedsiębiorstwo Arianespace, zajmujące się transportem kosmicznym.
- 1981 – Założono brytyjską Partię Socjaldemokratyczną.
- 1982 :
  - Wmurowano kamień węgielny pod budowę Vietnam Veterans Memorial w Waszyngtonie.
  - Rządząca Argentyną junta zatwierdziła plan zbrojnego zajęcia Falklandów.
- 1984 – Królowa brytyjska Elżbieta II przybyła z wizytą do Jordanii.
- 1987:
  - Politbiuro KC KPZR przyjęło przedstawioną przez Michaiła Gorbaczowa koncepcję radzieckiej polityki zagranicznej (tzw. Wspólny Europejski Dom).
  - Tunezja zerwała stosunki dyplomatyczne z Iranem, zarzucając mu wspieranie terroryzmu na terytorium tunezyjskim.
- 1989 – W ZSRR odbyły się wybory deputowanych ludowych.
- 1990:
  - 11 czarnoskórych demonstrantów zostało zastrzelonych przez policję w Sebokang w RPA.
  - Odbyła się 62. ceremonia wręczenia Oscarów.
  - Ukazał się album Gary’ego Moore’a Still Got the Blues.
- 1991:
  - Utworzono południowoamerykańską strefę wolnego handlu Mercosur.
  - W wyniku zamachu stanu został obalony prezydent Mali Moussa Traoré.
- 1995 – Zniesiono kontrolę na wewnętrznych granicach obszaru Schengen.
- 1997 – w Kalifornii policja znalazła ciała 39 członków sekty Heaven’s Gate, którzy wcześniej popełnili zbiorowe samobójstwo[4].
- 1998 – Bill Clinton jako pierwszy prezydent USA złożył wizytę w RPA.
- 2000:
  - Grecja (bez terytorium Athos) przystąpiła do układu z Schengen.
  - Odbyła się 72. ceremonia wręczenia Oscarów.
  - Papież Jan Paweł II odprawił mszę św. w bazylice Bożego Grobu w Jerozolimie oraz modlił się przy Ścianie Płaczu.
  - Władimir Putin wygrał w I turze wybory prezydenckie w Rosji.
- 2003 – W amerykańskim stanie Illinois spadł meteoryt Park Forest, wcześniej widoczny nad kilkoma stanami jako jasny bolid.
- 2006:
  - Na Ukrainie odbyły się wybory parlamentarne.
  - W Szkocji wprowadzono zakaz palenia w restauracjach i barach.
- 2007 – Wikipedia białoruskojęzyczna została uruchomiona.
- 2009 – Premier Czech Mirek Topolánek podał się do dymisji.
- 2010 – Koło wyspy Baengnyeong zatonęła storpedowana południowokoreańska korweta „Cheonan” wraz z 46 członkami załogi.
- 2012 – Wybuchł konflikt graniczny między Sudanem a Sudanem Południowym.
- 2014 – Taavi Rõivas został premierem Estonii.
- 2015 – W Jemenie rozpoczęła się interwencja państw arabskich pod przywództwem Arabii Saudyjskiej.
- 2021 – 20 osób zginęło, a 199 zostało rannych w zderzeniu dwóch pociągów pasażerskich w mieście Tahta w środkowym Egipcie.
- 2024 – W Baltimore w amerykańskim stanie Maryland kontenerowiec MS „Dali”(inne języki) uderzył w podporę główną mostu Francisa Scotta Keya powodując jego zawalenie, w wyniku czego zginęło 6 osób, a 1 została ranna.

## Urodzili się
- 603 (lub 23 marca) – K’inich Janaab’ Pakal, władca Majów (zm. 683)
- 1031 – Malcolm III, król Szkocji (zm. 1093)
- 1516 – Konrad Gesner, szwajcarski bibliograf, bibliofil, lekarz, przyrodnik, filolog, lingwista, leksykolog, wydawca (zm. 1565)
- 1554 – Charles de Mayenne, francuski książę, dowódca wojskowy (zm. 1611)
- 1584 – Jan II Wittelsbach, hrabia palatyn i książę Palatynatu-Zweibrücken-Veldenz (zm. 1635)
- 1633 – (data chrztu) Mary Beale, angielska malarka (zm. 1699)
- 1634 – Domenico Freschi(inne języki), włoski kompozytor (zm. 1710)
- 1689 – Maria Magdalena Habsburg, arcyksiężniczka austriacka, księżniczka czeska i węgierska (zm. 1743)
- 1692 – Jean Restout(inne języki), francuski malarz (zm. 1768)
- 1698:
  - Prokop Diviš(inne języki), czeski duchowny katolicki, teolog, przyrodnik, lekarz, wynalazca, muzyk (zm. 1765)
  - Jean Lamour, francuski kowal (zm. 1771)
- 1703 – Gottfried Heinrich Krohne, niemiecki architekt (zm. 1756)
- 1736 – Manuel Monfort, hiszpański rytownik (zm. 1806)
- 1739:
  - Teofil Jerzy Karoli, polski pisarz religijny, poeta, kaznodzieja, tłumacz (zm. 1825)
  - Franciszek Lefranc, francuski duchowny katolicki, męczennik, błogosławiony (zm. 1792)
- 1740 – Jonathan Trumbull Jr., amerykański polityk, senator (zm. 1809)
- 1741 – Jean-Michel Moreau, francuski rysownik, grawer, malarz (zm. 1814)
- 1746 – Wojciech Bartochowski, polski szlachcic, polityk (zm. ?)
- 1748 – Benedykt Józef Labre, francuski tercjarz franciszkański, pielgrzym Boży, święty (zm. 1783)
- 1749 – William Blount, amerykański polityk, senator (zm. 1800)
- 1750 – Gilbert Romme, francuski polityk, rewolucjonista (zm. 1795)
- 1753 – Benjamin Thompson, amerykańsko-brytyjski fizyk, wynalazca (zm. 1814)
- 1766 – Friedrich Immanuel Niethammer, niemiecki teolog protestancki, filozof, wykładowca akademicki (zm. 1848)
- 1773 – Nathaniel Bowditch, amerykański matematyk (zm. 1838)
- 1775 – Johann Gottlieb Traugott Ulrich, niemiecki ogrodnik (zm. 1844)
- 1776 – Izabela Grabowska, polska arystokratka, nieślubna córka króla Stanisława Augusta Poniatowskiego (zm. 1858)
- 1779 – Anna Potocka, polska szlachcianka, pamiętnikarka (zm. 1867)
- 1789 – Franciszek Wróblewski, polski lekarz, chirurg (zm. 1857)
- 1794 – Julius Schnorr von Carolsfeld(inne języki), niemiecki malarz (zm. 1872)
- 1799 – Stanisław Gabriel Worcell, polski polityk, publicysta (zm. 1857)
- 1805 – Karol Paszkiewicz, polski kapitan, uczestnik powstania listopadowego, działacz emigracyjny (zm. 1885)
- 1807 – Bogdan Jański, polski ekonomista, tłumacz, działacz emigracyjny, Sługa Boży (zm. 1840)
- 1808 – John William Ritchie, kanadyjski polityk (zm. 1890)
- 1809 – William Henry Bartlett, brytyjski ilustrator, stalorytnik (zm. 1854)
- 1818:
  - Franciszek Paszkowski, polski ziemianin, polityk (zm. 1883)
  - Aleksandra Potocka, polska posiadaczka ziemska, działaczka charytatywna (zm. 1892)
- 1819:
  - Jerzy Hanowerski, brytyjski i hanowerski książę królewski, dowódca wojskowy (zm. 1904)
  - Louise Otto-Peters, niemiecka dziennikarka, poetka, pisarka, feministka (zm. 1895)
- 1821:
  - Ernst Engel, niemiecki statystyk, ekonomista (zm. 1896)
  - Aleksander Gins, polski drukarz pochodzenia żydowskiego (zm. 1908)
  - Samuel Konitz, polski ziemianin, przedsiębiorca, działacz społeczny pochodzenia żydowskiego (zm. 1879)
- 1822 – Charles-Bonaventure-François Theuret, francuski duchowny katolicki, biskup Monako (zm. 1901)
- 1826 – Elżbieta, księżniczka Saksonii-Altenburg, księżna Oldenburga (zm. 1896)
- 1827 – Emanuel Kania, polski kompozytor, pianista, organista, krytyk muzyczny (zm. 1887)
- 1828 – Józef Cybichowski, polski duchowny katolicki, biskup pomocniczy gnieźnieński (zm. 1887)
- 1829 – Théodore Aubanel, francuski poeta, drukarz (zm. 1886)
- 1831 – Albert Schultz-Lupitz, niemiecki agronom (zm. 1899)
- 1832 – Michel Bréal, francuski lingwista, wykładowca akademicki, pomysłodawca współczesnego biegu maratońskiego (zm. 1915)
- 1834 – Hermann Wilhelm Vogel, niemiecki fotochemik, wykładowca akademicki (zm. 1898)
- 1840 – George Smith, brytyjski asyriolog, tłumacz (zm. 1876)
- 1842 – Alexandre Saint-Yves d’Alveydre, francuski okultysta (zm. 1909)
- 1845 – Paul Burani, francuski pisarz, aktor, autor tekstów piosenek, librecista (zm. 1901)
- 1850 – Edward Bellamy, amerykański pisarz (zm. 1898)
- 1851 – Julius Langbehn, niemiecki pisarz, krytyk kultury (zm. 1907)
- 1852 – Ivan Bujanović, chorwacki teolog katolicki, językoznawca, wykładowca akademicki (zm. 1927)
- 1854 – Maurice Lecoq, francuski strzelec sportowy (zm. 1925)
- 1856:
  - Severino Ferrari, włoski poeta, krytyk literacki (zm. 1905)
  - William Massey, nowozelandzki polityk, premier Nowej Zelandii (zm. 1925)
  - Hugo Mühsam, niemiecki przemysłowiec, kupiec, filantrop, działacz społeczny pochodzenia żydowskiego (zm. 1930)
- 1859:
  - Alfred Edward Housman, brytyjski poeta, filolog klasyczny (zm. 1936)
  - Adolf Hurwitz, niemiecki matematyk, wykładowca akademicki pochodzenia żydowskiego (zm. 1919)
- 1860 – André Prévost, francuski tenisista (zm. 1919)
- 1861:
  - Benedykt Filipowicz, polski dziennikarz, publicysta, literat (zm. 1922)
  - Kanzō Uchimura, japoński pisarz, kaznodzieja chrześcijański (zm. 1930)
- 1862 – Paweł Bylczyński, polski generał major w służbie rosyjskiej (zm. 1941)
- 1863 – Edvard Lauritz Ehlers, duński dermatolog (zm. 1937)
- 1865 – Cornelius Lott Shear, amerykański mykolog, fitopatolog (zm. 1956)
- 1867 – Stanisław Noakowski, polski architekt, malarz, rysownik, historyk sztuki (zm. 1928)
- 1868 – Fu’ad I, król Egiptu (zm. 1936)
- 1870 – Luigi Sincero, włoski kardynał (zm. 1936)
- 1874:
  - Robert Frost, amerykański poeta (zm. 1963)
  - Oskar Nedbal, czeski kompozytor, skrzypek, dyrygent (zm. 1930)
- 1875:
  - Max Abraham, niemiecki fizyk, wykładowca akademicki pochodzenia żydowskiego (zm. 1922)
  - William Wordsworth Fisher, brytyjski admirał (zm. 1937)
  - Rudolf Pilát, czeski wspinacz (zm. 1946)
  - Li Syng Man, koreański polityk, prezydent Korei Południowej (zm. 1965)
  - Władysław Szumowski, polski lekarz, historyk medycyny, filozof, wykładowca akademicki (zm. 1954)
- 1876:
  - Józef Świętorzecki, polski generał brygady (zm. 1936)
  - Wilhelm zu Wied, niemiecki arystokrata, książę Albanii (zm. 1945)
- 1879 – Othmar Ammann, amerykański inżynier, budowniczy mostów pochodzenia szwajcarskiego (zm. 1965)
- 1881:
  - Israel Amter, amerykański działacz komunistyczny pochodzenia żydowskiego (zm. 1954)
  - Guccio Gucci, włoski projektant mody (zm. 1953)
  - Ronald McLean, brytyjski gimnastyk (zm. 1941)
- 1882 – Hermann Obrecht, szwajcarski polityk, prezydent Szwajcarii (zm. 1940)
- 1883:
  - Bogumił Jasinowski, polski historyk filozofii i kultury, wykładowca akademicki (zm. 1969)
  - Arthur Southern, brytyjski gimnastyk (zm. 1940)
- 1884:
  - Wilhelm Backhaus, niemiecki pianista (zm. 1969)
  - Emil Chodura, polski kostiumograf, pedagog, działacz patriotyczny i oświatowy (zm. 1964)
  - Isaac C. Kidd, amerykański kontradmirał (zm. 1941)
  - Emilia Wojtyła, polska krawcowa, matka Karola (zm. 1929)
- 1885 – Friedrich Kirchner, niemiecki generał (zm. 1960)
- 1886:
  - Alfons Górnik, polski prawnik, polityk, prezydent Katowic (zm. 1939)
  - Edmond Luguet, francuski kolarz szosowy i torowy (zm. 1968)
- 1887 – Basil Dean(inne języki), brytyjski reżyser filmowy (zm. 1978)
- 1888 – Claire Guttenstein, belgijska pływaczka (zm. 1948)
- 1889 – Imre Erdődy, węgierski gimnastyk (zm. 1973)
- 1890 – Raymond Callemin, belgijski anarchista (zm. 1913)
- 1891 – Jean Jacoby, luksemburski malarz, rysownik (zm. 1936)
- 1892 – Andrzej Chramiec, polski podpułkownik pilot inżynier (zm. 1985)
- 1893:
  - James Conant, amerykański chemik, dyplomata (zm. 1978)
  - Fatma Muxtarova, azerska śpiewaczka operowa (mezzosopran) (zm. 1972)
  - Palmiro Togliatti, włoski polityk, przywódca Włoskiej Partii Komunistycznej (zm. 1964)
- 1894:
  - Frank Kriz, amerykański gimnastyk (zm. 1955)
  - Viorica Ursuleac, rumuńska śpiewaczka operowa (sopran) (zm. 1985)
- 1895:
  - Julia Kotarbińska, polska ceramiczka, pedagog (zm. 1979)
  - Eugeniusz Pławski, polski komandor (zm. 1972)
  - Vilho Tuulos, fiński lekkoatleta, trójskoczek (zm. 1967)
- 1896 – Fu Sinian, chiński historyk, wykładowca akademicki (zm. 1950)
- 1897:
  - Hugo Bernatzik, austriacki antropolog, fotograf, podróżnik, wykładowca akademicki (zm. 1953)
  - Mario Lertora, włoski gimnastyk (zm. 1939)
  - Sigfrid Lindberg, szwedzki piłkarz, bramkarz (zm. 1977)
- 1898:
  - Lucien Choury, francuski kolarz szosowy i torowy (zm. 1987)
  - Rudolf Dassler, niemiecki przedsiębiorca (zm. 1974)
- 1899 – Kenneth Charles Mills, brytyjski pilot wojskowy, as myśliwski (zm. 1918)
- 1900:
  - Erich Bauer, niemiecki działacz nazistowski, zbrodniarz wojenny (zm. 1980)
  - Samuel Kistler, amerykański inżynier chemik, wynalazca, wykładowca akademicki (zm. 1975)
  - Franciszek Kotula, polski etnograf, historyk, folklorysta, muzealnik (zm. 1983)
  - Josip Kraš, chorwacki piekarz, partyzant komunistyczny (zm. 1941)
  - Henryk Steinman, polski działacz niepodległościowy, dziennikarz, poeta pochodzenia żydowskiego (zm. 1924)
  - Giovanni Urbani, włoski duchowny katolicki, patriarcha Wenecji, kardynał (zm. 1969)
  - Antoni Zdrojewski, polski pułkownik, francuski generał brygady (zm. 1989)
- 1901:
  - Władysław Chowaniec, polski inżynier mechanik, wykładowca akademicki (zm. 1987)
  - Teresa Demjanovich, amerykańska zakonnica, błogosławiona pochodzenia słowackiego (zm. 1927)
  - Nikołaj Propper-Graszczenkow, rosyjski neurolog, wykładowca akademicki (zm. 1965)
- 1902:
  - Ludwik Abkin, polski dziennikarz pochodzenia żydowskiego (zm. 1939)
  - Josef Hlouch, czeski duchowny katolicki, biskup czeskobudziejowicki (zm. 1972)
  - Romeo Neri, włoski gimnastyk (zm. 1961)
  - Chajjim Mosze Szapira, izraelski polityk (zm. 1970)
- 1903:
  - Stanisław Bilewicz, polski embriolog, wykładowca akademicki (zm. 1962)
  - Emilio Fernández, meksykański aktor, reżyser filmowy (zm. 1986)
  - Sven Lindqvist, szwedzki piłkarz (zm. 1987)
  - Feliks Maciejewski, polski inżynier, konstruktor, polityk, prezydent Poznania (zm. 1985)
  - Willard Tibbetts, amerykański lekkoatleta, średniodystansowiec (zm. 1992)
- 1904:
  - Hugon Hanke, polski polityk, premier rządu RP na uchodźstwie (zm. 1964)
  - Józef Nikodem Kłosowski, polski pisarz, publicysta (zm. 1959)
  - Zbigniew Stypułkowski, polski adwokat, polityk, poseł na Sejm RP (zm. 1979)
  - Ksenofon Zolotas, grecki polityk, premier Grecji (zm. 2004)
- 1905 – André Firmenich, szwajcarski żeglarz sportowy (zm. 1965)
- 1906:
  - Witold Dederko, polski fotoreporter, pedagog, aktor (zm. 1988)
  - Emanuel Szlechter, polski autor tekstów piosenek (zm. 1943)
- 1907:
  - Elisabeth Bonetsmüller, niemiecka lekkoatleta, skoczkini wzwyż (zm. 1987)
  - Li Keran, chiński malarz (zm. 1989)
  - Mahadevi Varma, hinduska poetka (zm. 1987)
- 1908:
  - Samuel Bronston(inne języki), amerykański producent filmowy (zm. 1994)
  - Hans Engnestangen, norweski łyżwiarz szybki (zm. 2003)
  - Sidney Smith, angielski snookerzysta (zm. 1990)
  - Hilde Soerling, niemiecka tenisistka (zm. 1981)
  - Kazimierz Sokołowski, polski hokeista (zm. 1998)
  - Franz Stangl, austriacki funkcjonariusz i zbrodniarz nazistowski (zm. 1971)
- 1909:
  - Ernst Andersson, szwedzki piłkarz, trener (zm. 1989)
  - Paco Bienzobas, hiszpański piłkarz, trener (zm. 1981)
  - Héctor José Cámpora, argentyński polityk, prezydent Argentyny (zm. 1980)
  - Aarne Valkama, fiński narciarz alpejski, biegacz narciarski, kombinator norweski (zm. 1969)
- 1910:
  - Stanisław Gliwa, polski artysta-drukarz, linorytnik, wydawca (zm. 1986)
  - Michał Sczaniecki, polski historyk państwa i prawa, wykładowca akademicki (zm. 1977)
- 1911:
  - Lennart Atterwall, szwedzki lekkoatleta, oszczepnik (zm. 2001)
  - Franciszek Dragan, polski malarz (zm. 1968)
  - Bernard Katz, brytyjski elektrofizjolog, laureat Nagrody Nobla pochodzenia żydowskiego (zm. 2003)
  - Leopold Mielecki, polski kapitan pilot (zm. 1945)
  - Romeu Pellicciari, brazylijski piłkarz pochodzenia włoskiego (zm. 1971)
  - Nikołaj Rybko, radziecki pilot doświadczalny (zm. 1977)
  - Tennessee Williams, amerykański dramaturg, prozaik, poeta (zm. 1983)
- 1912:
  - Alfred Baldwin, brytyjski lekkoatleta, średniodystansowiec (zm. 1991)
  - Raymond Boisset, francuski lekkoatleta, sprinter (zm. 1991)
  - Ludger Szklarski, polski inżynier, elektroinżynier, automatyk, wynalazca, wykładowca akademicki (zm. 2003)
- 1913:
  - Paul Erdős, węgierski matematyk, wykładowca akademicki pochodzenia żydowskiego (zm. 1996)
  - Jacqueline de Romilly, francuska filolog klasyczna (zm. 2010)
  - Salme Rootare, estońska szachistka (zm. 1987)
- 1914:
  - William Westmoreland, amerykański generał (zm. 2005)
  - Bohdan Wilamowski, polski ekonomista, wykładowca akademicki, polityk, poseł do KRN, na Sejm Ustawodawczy i na Sejm PRL (zm. 1985)
- 1915:
  - Maurice Lafforgue, francuski narciarz alpejski (zm. 1970)
  - Lennart Strandberg, szwedzki lekkoatleta, sprinter (zm. 1989)
  - Aleksander Jan Wróblewski, polski porucznik pilot (zm. 1942)
- 1916:
  - Christian Anfinsen, amerykański chemik, laureat Nagrody Nobla (zm. 1995)
  - Sterling Hayden, amerykański aktor, pisarz (zm. 1986)
- 1917:
  - John Catford, szkocki językoznawca (zm. 2009)
  - Teresio Martinoli, włoski pilot wojskowy, as myśliwski (zm. 1944)
  - Rufus Thomas(inne języki), amerykański muzyk (zm. 2001)
- 1918 – Adam Giedrys, polski krawiec, astronom amator (zm. 1997)
- 1919:
  - Walter Gibb, brytyjski pilot wojskowy, as myśliwski (zm. 2006)
  - Strother Martin(inne języki), amerykański aktor (zm. 1980)
- 1920:
  - Tadeusz Białkowski, polski polityk, poseł na Sejm RP, dyplomata (zm. 2010)
  - Sergio Livingstone, chilijski piłkarz, bramkarz, komentator sportowy (zm. 2012)
  - Jerzy Pertek, polski pisarz, teoretyk literatury, tłumacz (zm. 1989)
- 1921 – Halina Kuźniakówna, polska aktorka (zm. 2013)
- 1922:
  - Bengt af Kleen, szwedzki curler (zm. 2003)
  - Enrique Orizaola, hiszpański trener piłkarski (zm. 2013)
  - Hans Strelow, niemiecki pilot wojskowy, as myśliwski (zm. 1942)
- 1923:
  - Elizabeth Jane Howard, brytyjska pisarka (zm. 2014)
  - Bohuslav Kučera, czeski prawnik, działacz państwowy, polityk (zm. 2006)
- 1924:
  - Marcin Czerwiński, polski socjolog (zm. 2001)
  - Hans Kalt, szwajcarski wioślarz (zm. 2011)
  - Anna Kołakowska, polska grafik, ilustratorka (zm. 2013)
  - Antoine Tassy, haitański piłkarz, trener (zm. 1991)
- 1925:
  - Pierre Boulez, francuski kompozytor, dyrygent (zm. 2016)
  - Paul Verschuren, holenderski duchowny katolicki, biskup Helsinek (zm. 2000)
  - John Baptist Wu Cheng-chung, chiński duchowny katolicki, biskup Hongkongu, kardynał (zm. 2002)
  - Daniel Yanofsky, kanadyjski prawnik, szachista pochodzenia polskiego (zm. 2000)
- 1926:
  - Feçor Shehu, albański funkcjonariusz służb specjalnych, polityk (zm. 1983)
  - Irena Stawowy-Wojnarowska, polska pedagog, surdopedagog (zm. 1993)
- 1927:
  - Jürgen Goslar, niemiecki aktor, reżyser i scenarzysta filmowy i telewizyjny (zm. 2021)
  - Kazimierz Łukaszewicz, polski fizyk, krystalograf (zm. 2016)
  - Józef Łukaszewicz, polski matematyk, żołnierz AK (zm. 2013)
  - Stefan Zubrzycki, polski matematyk (zm. 1968)
  - Sara Zyskind, polsko-izraelska pisarka (zm. 1994)
- 1928:
  - Marian Jakubczak, polski działacz ruchu ludowego, polityk, poseł na Sejm PRL (zm. 2023)
  - Jerzy Mańkowski, polski pisarz, krytyk teatralny (zm. 1979)
- 1929:
  - Natalino Pescarolo, włoski duchowny katolicki, biskup Fossano i Cuneo (zm. 2015)
  - Halina Prugar-Ketling, polska montażystka filmowa
  - Edwin Turney, amerykański przedsiębiorca(zm. 2008)
  - Kazimierz Urbański, polski twórca filmów animowanych (zm. 2015)
- 1930:
  - Gregory Corso, amerykański poeta (zm. 2001)
  - Stanisław Lewak, polski biolog, biochemik, botanik, wykładowca akademicki (zm. 2023)
  - Sandra Day O’Connor, amerykańska prawnik, sędzia Sądu Najwyższego (zm. 2023)
  - Sigvard Parling, szwedzki piłkarz (zm. 2016)
  - Mirosław Stecewicz, polski prozaik, poeta, tłumacz (zm. 2017)
- 1931:
  - Kazimierz Głaz, polski malarz (zm. 2023)
  - Mieczysław Jackiewicz, polski literaturoznawca
  - Zofia Korzeńska, polska poetka, krytyk literacki, eseistka, redaktorka książek (zm. 2016)
  - Leonard Nimoy, amerykański aktor, reżyser, poeta i muzyk (zm. 2015)
- 1932:
  - Luke Askew, amerykański aktor (zm. 2012)
  - Anna Gorazd-Zawiślak, polska pisarka, publicystka (zm. 2015)
  - Marija Kuzniecowa, ukraińska lekkoatletka, kulomiotka
  - Marian Murawski, polski malarz, grafik, ilustrator (zm. 2022)
- 1933:
  - Tinto Brass, włoski reżyser filmowy
  - Mieczysław Künstler, polski sinolog (zm. 2007)
- 1934:
  - Alan Arkin, amerykański aktor (zm. 2023)
  - Néstor Hugo Navarro, argentyński duchowny katolicki, biskup Alto Valle del Río Negro
  - Wincenty Olszewski, polski pedagog, związkowiec, polityk, senator RP
  - Norman Reynolds, brytyjski scenograf filmowy (zm. 2023)
  - Jan Thomas, polski hokeista (zm. 2009)
- 1935:
  - Mahmud Abbas, palestyński polityk, przewodniczący OWP, premier i prezydent Autonomii Palestyńskiej
  - Konstanty Kalinowski, polski historyk sztuki (zm. 2002)
  - Jiří Kormaník, czeski zapaśnik (zm. 2017)
- 1936:
  - Felice Cece, włoski duchowny katolicki, arcybiskup Sorrento-Castellammare di Stabia (zm. 2020)
  - Giora Feidman, argentyński klarnecista
  - Kazimierz Iwaniec, polski związkowiec, polityk, poseł na Sejm RP (zm. 1995)
  - Éder Jofre, brazylijski bokser (zm. 2022)
  - Pierre Kerkhoffs, holenderski piłkarz (zm. 2021)
  - Maria Hanna Niżankowska, polska okulistka
  - Mieczysław Święcicki, polski piosenkarz, aktor (zm. 2018)
- 1937:
  - Albert Brülls, niemiecki piłkarz (zm. 2004)
  - Wayne Embry, amerykański koszykarz, działacz sportowy
  - Barbara Jones, amerykańska lekkoatletka, sprinterka
  - Ahmad Kuraj, palestyński polityk, premier Autonomii Palestyńskiej (zm. 2023)
  - Jan Syczewski, polski samorządowiec, polityk, poseł na Sejm RP, działacz mniejszości białoruskiej (zm. 2023)
- 1938:
  - Gerrie de Bruyn, południowoafrykański bokser (zm. 2014)
  - Jana Hlaváčová, czeska aktorka (zm. 2024)
  - Anthony James Leggett, amerykański fizyk, wykładowca akademicki, laureat Nagrody Nobla
  - Jicchak Perec, izraelski polityk
  - Ołeksij Petrenko, rosyjski aktor (zm. 2017)
  - Manuel Sanchís Martínez, hiszpański piłkarz, trener (zm. 2017)
- 1939:
  - Guram Doczanaszwili, gruziński pisarz, archeolog, etnograf (zm. 2021)
  - Giovanni Graber, włoski saneczkarz (zm. 2024)
  - Patrick Lane, kanadyjski poeta (zm. 2019)
- 1940:
  - James Caan, amerykański aktor (zm. 2022)
  - Maria Jezierska-Madziar, polska hydrobiolog, ichtiolog (zm. 2012)
  - Michaił Kasciuk, białoruski historyk (zm. 2019)
  - Christina Odenberg, szwedzka duchowna luterańska
  - Nancy Pelosi, amerykańska polityk, kongreswoman
- 1941:
  - Andrzej Barszczyński, polski operator i reżyser filmowy
  - Richard Dawkins brytyjski zoolog, etolog, ewolucjonista, wykładowca akademicki, publicysta
  - Ambroise Guellec, francuski polityk, eurodeputowany
  - Lella Lombardi, włoska zawodniczka wyścigowa (zm. 1992)
  - Anna Marciniak, polska archiwistka, dokumentalistka, historyk nauki (zm. 2007)
  - Wojciech Młynarski, polski poeta, wykonawca piosenki autorskiej, satyryk, artysta kabaretowy, autor tekstów piosenek i librett, tłumacz (zm. 2017)
  - Miron Pomirski, polski polityk, poseł na Sejm RP (zm. 2009)
  - Senja Pusula, fińska biegaczka narciarska
  - Roman Tarnawski, polski biochemik, wykładowca akademicki (zm. 2020)
  - Mira Żelechower-Aleksiun, polska malarka pochodzenia żydowskiego
- 1942:
  - Erica Jong, amerykańska pisarka, poetka
  - Vlatko Kovačević, chorwacki szachista
  - François Léotard, francuski prawnik, samorządowiec, polityk, minister kultury, minister obrony (zm. 2023)
- 1943:
  - María Luisa Alcalá, meksykańska aktorka (zm. 2016)
  - Pedro Pablo León, peruwiański piłkarz (zm. 2020)
  - Braulio Rafael León Villegas, meksykański duchowny katolicki, biskup Ciudad Guzmán (zm. 2024)
  - Jerzy Romaniuk, polski pianista, pedagog
  - Bob Woodward, amerykański dziennikarz
- 1944:
  - Francisco Domingo Barbosa Da Silveira, urugwajski duchowny katolicki, biskup Minas (zm. 2015)
  - Katerina Daskalaki, grecka dziennikarka, publicystka, polityk
  - Moslem Eskandar Filabi, irański zapaśnik
  - Janusz Kowalik, polski piłkarz, trener
  - Lesley Langley, brytyjska zdobywczyni tytułu Miss World
  - Igor Mitoraj, polski rzeźbiarz (zm. 2014)
  - Diana Ross, amerykańska piosenkarka, producentka muzyczna, autorka tekstów, aktorka
  - Michał Waligórski, polski prawnik, wykładowca akademicki (zm. 2014)
- 1945:
  - Paul Bérenger, maurytyjski polityk, premier Mauritiusa
  - Antoni Kot, polski piłkarz, trener
  - Zenon Laskowik, polski satyryk, aktor, artysta kabaretowy
  - Michaił Woronin, rosyjski gimnastyk (zm. 2004)
- 1946:
  - Wiesław Caban, polski historyk
  - Johnny Crawford(inne języki), amerykański aktor
  - Alain Madelin, francuski polityk
  - Monika Niemczyk, polska aktorka
  - Ludmiła Titowa, rosyjska łyżwiarka szybka
  - Ravi Zacharias, kanadyjsko-amerykański filozof, apologeta chrześcijański (zm. 2020)
- 1947:
  - Wanda Czuwaj, polska koszykarka
  - Richard Lennon, amerykański duchowny katolicki, biskup Cleveland (zm. 2019)
  - Feliks Mostowicz, polski artysta plastyk
  - Yōjirō Terada, japoński kierowca wyścigowy
- 1948:
  - Tomasz Grochoczyński, polski aktor
  - Ayumi Ishida, japońska aktorka (zm. 2025)
  - Richard Tandy, brytyjski keyboardzista, gitarzysta, wokalista, członek zespołu Electric Light Orchestra (zm. 2024)
  - Steven Tyler, amerykański wokalista, członek zespołu Aerosmith
- 1949:
  - Aldo Bet, włoski piłkarz (zm. 2023)
  - Marek Dutkiewicz, polski pisarz, autor tekstów piosenek
  - Stefan Kuryłowicz, polski architekt (zm. 2011)
  - Giuseppe Sabadini, włoski piłkarz
  - Patrick Süskind, niemiecki pisarz
  - Ernest Thomas, amerykański aktor
- 1950:
  - Richard Frąckowiak, brytyjski neurolog, neurobiolog, wykładowca akademicki pochodzenia polskiego
  - Antony Kariyil, indyjski duchowny syromalabarski, arcybiskup, wikariusz archieparchialny Ernakulam-Angamaly
  - Barbara Kopeć-Umiastowska, polska tłumaczka literatury anglojęzycznej
  - Lee Sun-bok, południowokoreańska siatkarka
  - Joëlle Mélin, francuska lekarka, działaczka samorządowa, polityk
  - Fernando Nogueira, portugalski adwokat, polityk
  - Sam Pałatnik, amerykański szachista pochodzenia ukraińskiego
  - Martin Short, kanadyjski aktor
  - Alan Silvestri, amerykański kompozytor muzyki filmowej pochodzenia włoskiego
  - Ambrogio Spreafico, włoski duchowny katolicki, biskup Frosinone-Veroli-Ferentino i biskup Anagni-Alatri
- 1951:
  - Zenon Białobrzeski, polski samorządowiec, wójt gminy Zbójna
  - Costică Ștefănescu, rumuński piłkarz, trener (zm. 2013)
  - Tadeusz Wrona, polski polityk, samorządowiec, prezydent Częstochowy
- 1952:
  - Yoshitaka Amano, japoński grafik, rysownik
  - Willington Ortiz, kolumbijski piłkarz
  - Didier Pironi, francuski kierowca wyścigowy (zm. 1987)
  - Wojciech Źródlak, polski historyk, muzealnik, krajoznawca, przewodnik turystyczny
- 1953:
  - Lincoln Chafee, amerykański polityk, senator
  - Christopher Fowler, brytyjski pisarz (zm. 2023)
  - Nedełczo Kolew, bułgarski sztangista
  - Charis Papajeorjiu, grecki koszykarz
  - Tatjana Prowidochina, rosyjska lekkoatletka, biegaczka średniodystansowa
  - Michał Sobelman, polski pisarz, tłumacz, scenarzysta filmów dokumentalnych (zm. 2024)
- 1954:
  - Ahmed Akhchichine, marokański samorządowiec, polityk
  - László Borbély, rumuński ekonomista, polityk pochodzenia węgierskiego
  - Kazuhiko Inoue, japoński aktor
  - Clive Palmer, australijski przedsiębiorca, polityk
  - Katharine Jefferts Schori, amerykańska duchowna, biskup Nevady i prymas Kościoła Episkopalnego w Stanach Zjednoczonych
  - Jutta Speidel, niemiecka aktorka
  - Zdravko Zemunović, serbski piłkarz, trener
- 1955:
  - Krzysztof Bauman, polski aktor, scenograf i reżyser teatralny
  - Marek Krauss, polski malarz prymitywista
  - Józef Laskowski, polski polityk, poseł na Sejm RP
  - Ann Meyers, amerykańska koszykarka, komentatorka i działaczka sportowa
- 1956:
  - Terry LaValley, amerykański duchowny katolicki, biskup Ogdensburga
  - Jerzy Morka, polski filolog, tłumacz, autor, edytor
  - Tomasz Tomaszewski, polski aktor, model, prezenter telewizyjny, komentator tenisa
- 1957:
  - Lubomir Lubenow, bułgarski kajakarz, kanadyjkarz
  - Elżbieta Makowska-Florczyk, polska siatkarka
  - Shirin Neshat, irańska artystka video artu
- 1958:
  - Elio de Angelis, włoski kierowca wyścigowy (zm. 1986)
  - Alar Karis, estoński polityk, prezydent Estronii
  - Agnieszka Wolfram-Zakrzewska, polska dziennikarka, działaczka społeczna
- 1959:
  - Grażyna Borowiecka, polska lekkoatletka, wieloboistka
  - Anatolij Saułewycz, ukraiński piłkarz
  - Chris Whitten, brytyjski perkusista sesyjny
- 1960:
  - Grzegorz Brzozowicz, polski dziennikarz muzyczny
  - Jelle Goes, holenderski trener piłkarski
  - Jennifer Grey, amerykańska aktorka
  - Jon Huntsman, amerykański polityk, dyplomata
  - Graeme Rutjes, holenderski piłkarz
  - Sándor Sallai, węgierski piłkarz
- 1961:
  - Henryk Długosz, polski polityk, poseł na Sejm RP
  - William Hague, brytyjski polityk
  - Martin Häusling, niemiecki polityk, eurodeputowany
  - Paweł Kasprzak, polski działacz społeczny, publicysta polityczny
  - Agnieszka Kowalska, polska aktorka
  - Niels Arden Oplev, duński reżyser, scenarzysta i producent filmowy
  - Amanda Simpson, amerykańska pilot, polityk, działaczka społeczna
  - Billy Warlock, amerykański aktor, kaskader
- 1962:
  - Falko Götz, niemiecki piłkarz, trener
  - Eric Allan Kramer, amerykański aktor
  - Paul de Leeuw, holenderski piosenkarz, aktor, satyryk
  - Luis López Rekarte, hiszpański piłkarz
  - Andriej Ławrow, rosyjski piłkarz ręczny, bramkarz
  - John Stockton, amerykański koszykarz
  - Laurien Willemse, holenderska hokeistka na trawie
- 1963
  - Matilda Makoçi, albańska aktorka
  - Bogumiła Suska, polska lekkoatletka, kulomiotka
  - Rebecca Twigg, amerykańska kolarka torowa i szosowa
- 1964:
  - Paul Bostaph, amerykański perkusista, członek zespołów: Forbidden, Slayer, Exodus, Systematic i Testament
  - Martin Donnelly, brytyjski kierowca wyścigowy
  - Michael Frontzeck, niemiecki piłkarz, trener
  - Maria Miller, brytyjska ekonomistka, polityk
  - Ilija Najdoski, macedoński piłkarz
  - Staffan Olsson, szwedzki piłkarz ręczny, trener
  - Arnaldo da Silva, brazylijski lekkoatleta, sprinter
  - Marek Siwiec, polski historyk, polityk, poseł na Sejm RP
  - Luiza Xhuvani, albańska aktorka
  - Arkadiusz Wiśniewski, polski siatkarz
- 1965:
  - Trey Azagthoth, amerykański gitarzysta, kompozytor, członek zespołu Morbid Angel
  - José Manuel Garita Herrera, kostarykański duchowny katolicki, biskup Ciudad Quesada
  - Maciej Pawłowski, polski dyrygent, kompozytor, producent muzyczny
  - Prakash Raj, indyjski aktor, producent filmowy
- 1966:
  - Markus Gähler, szwajcarski skoczek narciarski (zm. 1997)
  - Michael Imperioli, amerykański aktor pochodzenia włoskiego
  - Helena Javornik, słoweńska lekkoatletka, biegaczka
  - Shari Leibbrandt-Demmon, holenderska curlerka
  - Benny Nielsen, duński pływak
- 1967:
  - Jason Chaffetz, amerykański polityk pochodzenia żydowskiego
  - Alberto Coyote, meksykański piłkarz, trener
  - Grzegorz Fedorowicz, polski polityk, senator RP
  - Iwan Iskrow, bułgarski ekonomista, polityk
  - Weselin Mareszki, bułgarski przedsiębiorca, samorządowiec, polityk
  - Peter Schöttel, austriacki piłkarz, trener
  - Almir de Souza Fraga, brazylijski piłkarz
  - Jarosław Witaszczyk, polski aktor
- 1968:
  - Aida Amer, polsko-palestyńska pisarka
  - Kirsten Barnes, kanadyjska wioślarka
  - Laurent Brochard, francuski kolarz szosowy
  - James Grimes, kanadyjski piłkarz
  - James Iha, amerykański gitarzysta, członek zespołów: The Smashing Pumpkins i A Perfect Circle
  - Anikó Kántor, węgierska piłkarka ręczna
  - Christopher Ward, brytyjski szachista
- 1969 – Mark Thorpe, nowozelandzki żużlowiec
- 1970:
  - Paul Bosvelt, holenderski piłkarz
  - Michael Crotty, irlandzki duchowny katolicki, arcybiskup, nuncjusz apostolski
  - Alberto David, luksemburski szachista
  - Jerzy Krzętowski, polski rysownik satyryczny, ilustrator
  - Marie Lindgren, szwedzka narciarka dowolna
  - Martin McDonagh, brytyjsko-irlandzki dramatopisarz, reżyser i scenarzysta filmowy
- 1971:
  - Choi Jin-cheul, południowokoreański piłkarz
  - Liviu Ciobotariu, rumuński piłkarz
  - Erick Morillo, kolumbijski didżej, producent muzyczny (zm. 2020)
  - Rennae Stubbs, australijska tenisistka
- 1972:
  - Arkadij Dworkowicz, rosyjski polityk
  - Naoko Kijimuta, japońska tenisistka
  - Leslie Mann, amerykańska aktorka
  - Maria Nayler, brytyjska piosenkarka
  - Aleksandra Pivec, słoweńska polityk
  - Pietro Rinaldi, włoski siatkarz
  - Stanisław Stosik, polski lekkoatleta, samorządowiec, wójt gminy Osieczna
- 1973:
  - Adrian Czubak, polski polityk, wojewoda opolski
  - Marta Frej, polska malarka, ilustratorka, animatorka kulturalna
  - Marius Ivaškevičius, litewski prozaik, dramatopisarz
  - T.R. Knight, amerykański aktor
  - Ivica Kralj, czarnogórski piłkarz, bramkarz
  - Larry Page, amerykański programista pochodzenia żydowskiego
  - Grzegorz Ułamek, polski duchowny katolicki, poeta, dziennikarz, działacz kulturalny (zm. 2007)
- 1974:
  - Bruno Carvalho, brazylijski piłkarz
  - Miklós Herczeg, węgierski piłkarz, trener
  - Diana Kadłubowska, polska aktorka
  - Mykoła Łuczok, ukraiński duchowny katolicki, biskup pomocniczy mukaczewski
  - Michael Peca, kanadyjski hokeista
  - Odvan, brazylijski piłkarz
  - Renata Piestrzyńska, polska koszykarka
  - Javi Rodríguez, hiszpański futsalista
  - Irina Spîrlea, rumuńska tenisistka
  - Christina Surer, szwajcarska modelka, prezenterka telewizyjna
  - Marek Ujlaky, słowacki piłkarz
  - Taribo West, nigeryjski piłkarz
- 1975:
  - Alessandro Lotta, włoski basista
  - Lenka Šmídová, czeska żeglarka sportowa
  - Freya Van den Bossche, belgijska polityk
  - Guus Vogels, holenderski hokeista na trawie
- 1976:
  - Joachim Alcine, haitański bokser
  - Eirik Verås Larsen, norweski kajakarz
  - Florentina Nedelcu, rumuńska siatkarka
  - Amy Smart, amerykańska aktorka
  - Mariusz Sowiński, polski seryjny morderca
  - Hennadij Zacharczenko, ukraiński wioślarz
  - Nurgül Yeşilçay, turecka aktorka
- 1977:
  - Florin Corodeanu, rumuński rugbysta
  - Kevin Davies, angielski piłkarz
  - Morgan De Sanctis, włoski piłkarz, bramkarz
  - Pier Gonella, włoski gitarzysta, kompozytor, autor tekstów, członek zespołu Mastercastle
  - Bianca Kajlich, amerykańska aktorka
  - Paulin Tokala Kombe, kongijski piłkarz, bramkarz
  - Gearoid Towey, irlandzki wioślarz
- 1978:
  - Debbie Dunn, amerykańska lekkoatletka, sprinterka
  - Anastasia Kostaki, grecka koszykarka
  - Robert Krawczyk polski judoka
  - Andry Laffita, kubański bokser
  - Guillermo Ramírez, gwatemalski piłkarz
  - Stephen Stewart, australijski wioślarz
- 1979:
  - Sergio Pagni, włoski łucznik
  - Niklas Persson, szwedzki hokeista
  - Gabriel Pozzo, argentyński kierowca rajdowy
  - Laila Traby, marokańsko-francuska lekkoatletka, biegaczka długodystansowa
  - Hiromi Uehara, japońska kompozytorka i pianistka jazzowa
  - Pierre Womé, kameruński piłkarz
  - Yu Shaoteng, chiński szachista
- 1980:
  - Pascal Hens, niemiecki piłkarz ręczny
  - Lisa Oldenhof, australijska kajakarka
  - Sérgio Paulinho, portugalski kolarz szosowy
  - Artem Udaczyn, ukraiński sztangista
  - Pati Yang, polska piosenkarka
- 1981:
  - Baruch Dego, izraelski piłkarz
  - Anna Gigiel, polska aktorka
  - Pablo Lima, urugwajski piłkarz
  - Jay Sean, brytyjski piosenkarz
  - Danis Zaripow, rosyjski hokeista
- 1982:
  - Joe Anderson, brytyjski aktor
  - Stanislav Angelovič, słowecki piłkarz, trener
  - Mikel Arteta, hiszpański piłkarz, trener
  - Simas Jasaitis, litewski koszykarz
  - Leka Zogu, albański polityk, tytularny król Albanii
- 1983:
  - Roman Bednář, czeski piłkarz
  - Wagner Domingos, brazylijski lekkoatleta, młociarz
  - Toni Elías, hiszpański motocyklista wyścigowy
  - Jakub Hanák, czeski wioślarz
  - Jeong Ji-hyeon, południowokoreański zapaśnik
  - Teemu Lassila, fiński hokeista, trener
  - Jelena Lozančić, francuska siatkarka pochodzenia chorwackiego
  - Salesi Maʻafu, australijski rugbysta
  - Jonida Maliqi, albańska piosenkarka, prezenterka telewizyjna
- 1984:
  - Jimmy Howard, amerykański hokeista
  - Felix Neureuther, niemiecki narciarz alpejski
  - Annette Schwarz, niemiecka aktorka pornograficzna
  - Jürgen Spieß, niemiecki sztangista
  - Sara Jean Underwood, amerykańska aktorka, modelka
- 1985:
  - Jekatierina Bułatowa, rosyjska siatkarka
  - Matthew Grevers, amerykański pływak
  - Jonathan Groff, amerykański aktor, piosenkarz
  - Keira Knightley, brytyjska aktorka
  - Rao Jingwen, chińska tenisistka stołowa
- 1986:
  - Jonny Craig, amerykańsko-kanadyjski piosenkarz, autor tekstów
  - Ellen Hoog, holenderska hokeistka na trawie
  - Rob Kearney, irlandzki rugbysta
  - Emma Laine, fińska tenisistka
  - Valentina Tirozzi, włoska siatkarka
- 1987:
  - Alena Biernatowicz, białoruska siatkarka
  - Steven Fletcher, szkocki piłkarz
  - Marko Mirić, serbski piłkarz
  - Mareen von Römer, niemiecka siatkarka
  - Katarzyna Wysocka, polska siatkarka
- 1988:
  - George Groves, brytyjski bokser
  - Marko Jovanović, serbski piłkarz
  - Petar Muslim, chorwacki piłkarz wodny
  - Michał Rosa, polski judoka
  - Mohamed Youssouf, kokoryczki piłkarz
  - Franciszak Wiaczorka, białoruski działacz społeczny i polityczny, dziennikarz
- 1989:
  - Mika Chunuonsee, tajski piłkarz pochodzenia walijskiego
  - Agnieszka Ellward, polska lekkoatletka, chodziarka
  - Abdusałam Gadisow, rosyjski zapaśnik
  - Simon Kjær, duński piłkarz
  - Jan Polák, czeski piłkarz
  - Rafał Supiński, polski aktor, piosenkarz
  - Konrad Tobiasiewicz, polski hokeista, bramkarz
- 1990:
  - Cadet, brytyjski raper (zm. 2019)
  - Annamari Dancza, ukraińska snowboardzistka
  - Patrick Ekeng, kameruński piłkarz (zm. 2016)
  - Sarah Menezes, brazylijska judoczka
  - Azamat Nurikow, rosyjsko-białoruski zapaśnik
  - Kyle O’Quinn, amerykański koszykarz
  - Romain Saïss, marokański piłkarz
- 1991:
  - Komlan Agbégniadan, togijski piłkarz
  - Beta Dumančić, chorwacka siatkarka
  - Samat Nadyrbek uułu, kirgiski zapaśnik
- 1992:
  - Nina Agdal, duńska modelka
  - Romario Benzar, rumuński piłkarz
  - Agata Dobrowolska, polska koszykarka
  - Kryscina Kicka, białoruska siatkarka
  - Stefan Luitz, niemiecki narciarz alpejski
  - Casper Sloth, duński piłkarz
  - Maciej Zacheja, polski judoka
- 1993:
  - Gráinne Murphy, irlandzka pływaczka
  - Park Jeong-ah, południowokoreańska siatkarka
  - Johannes Vetter, niemiecki lekkoatleta, oszczepnik
- 1994:
  - Ryan Arcidiacono, włosko-amerykański koszykarz
  - Diana Baciu, mołdawska szachistka
  - Michael Olunga, kenijski piłkarz
  - Agnieszka Sajdutka, polska zawodniczka karate
  - Alison Van Uytvanck, belgijska tenisistka
  - Jed Wallace, angielski piłkarz
  - Marcela Zacarías, meksykańska tenisistka
- 1995:
  - Dzmitryj Ambrażejczyk, białoruski hokeista
  - Bilal Başaçıkoğlu, turecki piłkarz
  - David Costas, hiszpański piłkarz
- 1996:
  - Jonathan Bamba, francuski piłkarz pochodzenia iworyjskiego
  - Otar Kiteiszwili, gruziński piłkarz
  - Núbia Soares, brazylijska lekkoatletka, trójskoczkini
  - Justise Winslow, amerykański koszykarz
- 1997:
  - Wenyen Gabriel, sudański koszykarz
  - Ezequiel Ponce, argentyński piłkarz
- 1998:
  - Omar Ayuso, hiszpański aktor
  - Riccardo Marchizza, włoski piłkarz
  - Satoko Miyahara, japońska łyżwiarka figurowa
  - Ołeksandr Petrusenko, ukraiński piłkarz
- 1999:
  - Anel Ahmedhodžić, bośniacki piłkarz
  - Quinn Sullivan, amerykański piosenkarz, gitarzysta
- 2000:
  - Nina Derwael, belgijska gimnastyczka
  - Żybek Kułambajewa, kazachska tenisistka
  - Ali Olwan, jordański piłkarz
  - Salis Abdul Samed, ghański piłkarz
  - Andriej Swiecznikow, rosyjski hokeista
  - Fausto Vera, argentyński piłkarz pochodzenia paragwajskiego
- 2001:
  - Ettson Ayón, meksykański piłkarz
  - Benoît Badiashile, francuski piłkarz pochodzenia kongijskiego
  - Khéphren Thuram, francuski piłkarz pochodzenia gwadelupskiego
- 2002 – Sena Miyake, japoński łyżwiarz figurowy
- 2003:
  - Bhad Bhabie, amerykańska raperka, osobowość internetowa
  - Kacper Gieryk, polski kolarz szosowy
  - Saúl Zamora, meksykański piłkarz
- 2004:
  - Omar Alba, panamski piłkarz
  - Kenneth Jaime, meksykański piłkarz
  - Matěj Švancer, czesko-austriacki narciarz dowolny
  - Lesley Ugochukwu, francuski piłkarz pochodzenia nigeryjskiego
  - Ben Wallace, nowozelandzki piłkarz
- 2005 – Ella Anderson, amerykańska aktorka
- 2006 – Thiago Helguera, urugwajski piłkarz
- 2021 – Julian Bernadotte, szwedzki książę

## Zmarli
- 752 – Stefan II, papież-elekt (ur. ?)
- 809 – Ludger, misjonarz, biskup Münster, święty (ur. ok. 742)
- 922 – Al-Halladż, arabski mistyk, teolog, męczennik islamu (ur. 858)
- 1051 – Hugon IV, hrabia Maine (ur. ?)
- 1091 – Wallada bint al-Mustakfi, andaluzyjska poetka arabskojęzyczna, księżniczka (ur. 1001)
- 1130 – Sigurd I Krzyżowiec, król Norwegii (ur. ok. 1090)
- 1211 – Sancho I Kolonizator, król Portugalii (ur. 1154)
- 1350 – Alfons XI, król Kastylii i Leónu (ur. 1311)
- 1388 – Mikołaj II Kulawy d’Este, markiz Ferrary, Modeny i Parmy (ur. 1338)
- 1455 – Jan Taszka Koniecpolski, polski szlachcic, polityk (ur. ?)
- 1517 – Heinrich Isaac, flamandzki kompozytor (ur. ok. 1450)
- 1558 – Jan z Kazimierza, polski karmelita, inkwizytor (ur. 1500)
- 1566 – Antonio de Cabezón, hiszpański kompozytor, organista (ur. 1510)
- 1619 – Michał Sokołowski, polski szlachcic, polityk (ur. ?)
- 1620 – Domenico Toschi, włoski duchowny katolicki, biskup Tivoli, kardynał (ur. 1534)
- 1648 – Konstancja Ligęza, polska szlachcianka (ur. 1618)
- 1660 – Jodelet, francuski aktor komediowy (ur. 1586)
- 1675 – Ernest I Pobożny, książę Saksonii-Weimar i Saksonii-Gotha-Altenburg (ur. 1601)
- 1695 – Jan Karol Opaliński, polski szlachcic, polityk (ur. 1642)
- 1713 – Paul I Esterházy, austriacki książę, feldmarszałek, poeta, kompozytor pochodzenia węgierskiego (ur. 1635)
- 1726 – John Vanbrugh, brytyjski architekt, dramaturg (ur. 1664)
- 1731 – Wenzel Franz Karl Koschinsky von Koschín, czeski duchowny katolicki, biskup hradecki (ur. 1673)
- 1732 – Fryderyk, książę Badenii-Durlach (ur. 1703)
- 1735 – Jane Colman Turell, amerykańska poetka (ur. 1708)
- 1737 – Wachtang VI, król Kartlii (ur. 1675)
- 1746 – Antonina Czartoryska, polska szlachcianka (ur. 1728)
- 1772 – Charles Pinot Duclos, francuski pisarz, historyk (ur. 1704)
- 1780 – Karol I, książę Brunszwiku (ur. 1713)
- 1783 – Anna Rosina Lisiewska, niemiecka malarka pochodzenia polskiego (ur. 1713)
- 1797 – James Hutton, szkocki geolog (ur. 1726)
- 1804 – Wolfgang von Kempelen, węgierski baron, inżynier, fizyk (ur. 1734)
- 1814 – Joseph Ignace Guillotin, francuski lekarz (ur. 1738)
- 1819 – Piotr Maurycy Glayre, polski dyplomata pochodzenia szwajcarskiego (ur. 1743)
- 1825 – Michał Stachowicz, polski malarz, grafik (ur. 1768)
- 1827 – Ludwig van Beethoven, niemiecki kompozytor (ur. 1770)
- 1828 – Iraklij Morkow, rosyjski hrabia, generał (ur. 1753)
- 1832 – Antoni Stadnicki, polski ziemianin, polityk, prezydent Radomia (ur. ok. 1757)
- 1838:
  - Andrzej Alojzy Ankwicz, polski hrabia, duchowny katolicki, arcybiskup metropolita lwowski, prymas Galicji i Lodomerii, arcybiskup metropolita praski i prymas Czech (ur. 1777)
  - William Ashley, amerykański pionier, traper, polityk (ur. ok. 1778)
- 1839 – Szlomo Zalman Lipszyc, rabin ortodoksyjny, talmudysta (ur. 1765)
- 1845 – Aleksander Stanisław Potocki, polski hrabia, ziemianin, polityk (ur. 1778)
- 1848 – Steen Steensen Blicher, duński poeta (ur. 1782)
- 1857 – Wei Yuan, chiński urzędnik, historyk, filozof (ur. 1794)
- 1858 – James B. Uniacke, kanadyjski prawnik, polityk (ur. 1799)
- 1863 – Henry FitzRoy, brytyjski arystokrata, polityk (ur. 1790)
- 1871 – François Fétis, belgijski kompozytor (ur. 1784)
- 1879 – Augustin Bonnetty, francuski pisarz (ur. 1798)
- 1881:
  - Florian Ceynowa, kaszubski lekarz, działacz narodowy, badacz folkloru i języka kaszubskiego (ur. 1817)
  - Roman Stanisław Sanguszko, polski książę, działacz narodowy i społeczny (ur. 1800)
- 1889 – Richard Temple-Grenville, brytyjski arystokrata, polityk (ur. 1823)
- 1890:
  - Artur Władysław Potocki, polski hrabia, polityk (ur. 1840)
  - Afrikan Spir, rosyjski filozof pochodzenia niemiecko-greckiego (ur. 1837)
- 1891 – Ołeksa Zakłynski, ukraiński duchowny greckokatolicki, działacz społeczny (ur. 1819)
- 1892 – Walt Whitman, amerykański poeta (ur. 1819)
- 1897 – James Bard, amerykański malarz-marynista (ur. 1815)
- 1899 – Jean-Baptiste Alexandre Damaze de Chaudordy, francuski dyplomata, polityk (ur. 1826)
- 1900:
  - Camillo Mazzella, włoski kardynał (ur. 1833)
  - Dudley Ryder, brytyjski arystokrata, polityk (ur. 1831)
  - Donald Martin Stewart, brytyjski marszałek polny (ur. 1824)
  - Isaac Mayer Wise, amerykański rabin (ur. 1819)
- 1901 – Manuel Francisco Vélez, gwatemalski duchowny katolicki, biskup Tegucigalpy (ur. 1839)
- 1902 – Cecil Rhodes, brytyjski przedsiębiorca, polityk, kolonizator (ur. 1853)
- 1908 – Magdalena Morano, włoska salezjanka, błogosławiona (ur. 1847)
- 1910:
  - An Jung-geun, koreański aktywista polityczny, zamachowiec (ur. 1879)
  - Auguste Charlois, francuski astronom (ur. 1864)
- 1911 – Imrich Bende, węgierski duchowny katolicki, biskup bańskobystrzycki i nitrzański (ur. 1824)
- 1915 – Rufin Beckerman, polski przemysłowiec, działacz społeczny pochodzenia żydowskiego (ur. 1833)
- 1918 – Cezar Cui, rosyjski kompozytor pochodzenia francusko-polskiego (ur. 1835)
- 1920 – Samuel Colman, amerykański malarz, pisarz, projektant wnętrz (ur. 1832)
- 1922:
  - Alfred Blaschko, niemiecki wenerolog (ur. 1858)
  - Paweł Pośpiech, polski duchowny katolicki, dziennikarz, wydawca, działacz narodowy, polityk, członek Naczelnej Rady Ludowej, poseł do Reichstagu i na Sejm Ustawodawczy (ur. 1878)
- 1923:
  - Sarah Bernhardt, francuska aktorka i reżyserka (ur. 1844)
  - Jerzy Kieszkowski, polski prawnik, historyk sztuki, urzędnik (ur. 1872)
- 1924 – Eduard Herzog, szwajcarski biskup starokatolicki (ur. 1841)
- 1925:
  - Hugo Bettauer, austriacki dziennikarz, pisarz, scenarzysta pochodzenia żydowskiego (ur. 1872)
  - Walenty Marchlewski, polski podporucznik obserwator (ur. 1898)
- 1926 – Konstantin Fehrenbach, niemiecki polityk, kanclerz Niemiec (ur. 1852)
- 1927 – Thomas McKinnon Wood, brytyjski polityk (ur. 1855)
- 1928:
  - Vendelín Budil, czeski aktor, tłumacz, reżyser, historyk teatru (ur. 1847)
  - Fryderyk Douglas, polski podpułkownik dyplomowany artylerii (ur. 1886)
- 1929:
  - Aurelio Galli, włoski kardynał (ur. 1866)
  - Eugeniusz Lewenstern, polski chirurg (ur. 1873)
  - Mosze Mordechaj Morgenstern, polski rabin (ur. 1862)
- 1931 – Tim Healy, irlandzki adwokat, dziennikarz, pisarz, polityk nacjonalistyczny, pierwszy gubernator Wolnego Państwa Irlandzkiego (ur. 1855)
- 1932:
  - Zygmunt Łoziński, polski duchowny katolicki, biskup miński i piński, czcigodny Sługa Boży (ur. 1870)
  - Jan Słomka, polski działacz chłopski, pamiętnikarz (ur. 1842)
- 1933 – Eddie Lang, amerykański gitarzysta jazzowy pochodzenia włoskiego (ur. 1902)
- 1934:
  - John Biller, amerykański lekkoatleta, dyskobol, skoczek w dal i wzwyż (ur. 1877)
  - Torquato Dini, włoski duchowny katolicki, arcybiskup, dyplomata papieski (ur. 1893)
- 1936:
  - Urani Rumbo, albańska dziennikarka, nauczycielka, feministka (ur. 1895)
  - Adolf II Schaumburg-Lippe, niemiecki arystokrata, generał (ur. 1883)
- 1937 – Aleksandr Kołosow, rosyjski histolog, wykładowca akademicki (ur. 1862)
- 1938 – Phyllis Allen, amerykańska aktorka (ur. 1861)
- 1940:
  - Spiridon Luis, grecki woziwoda, lekkoatleta, maratończyk (ur. 1873)
  - Tomasz Siemiradzki, polski historyk, działacz polonijny (ur. 1859)
  - Julij Szokalski, rosyjski geograf, kartograf, oceanograf (ur. 1856)
- 1941 – Lew Jerogin, rosyjski generał, działacz emigracyjny (ur. ?)
- 1942:
  - Alojzije Mišić, chorwacki duchowny katolicki, biskup mostarsko-duvnijski, administrator apostolski trebinjsko-mrkanski (ur. 1859)
  - Adam Pinkas, polski major saperów (ur. 1886)
- 1943:
  - Teodor Czecholiński, polski działacz konspiracyjny (ur. 1918)
  - Mikołaj (Jokanović), serbski duchowny prawosławny, biskup zahumsko-hercegowiński (ur. 1874)
  - Mieczysław Myszkiewicz, polski aktor (ur. 1892)
  - Jan Skrzydlewski, polski kompozytor, pianista, krytyk muzyczny, pedagog (ur. 1867)
- 1944:
  - Alice Gurschner, austriacka pisarka, poetka pochodzenia żydowskiego (ur. 1874)
  - Əmi Məmmədov, radziecki marynarz (ur. 1922)
- 1945:
  - Nikołaj Artamonow, radziecki pilot wojskowy, as myśliwski (ur. 1920)
  - Jan Bryl, polski polityk, poseł na Sejm RP (ur. 1885)
  - Ernst Dubke, niemiecki taternik (ur. 1876)
  - David Lloyd George, brytyjski polityk, premier Wielkiej Brytanii (ur. 1863)
  - Sobir Rahimov, radziecki generał major (ur. 1902)
  - Borys Szaposznikow, radziecki dowódca wojskowy, marszałek ZSRR, polityk (ur. 1882)
- 1946:
  - Mateusz Manterys, polski działacz społeczny, polityk, poseł na Sejm RP (ur. 1872)
  - Ludwig Moshamer, niemiecki architekt (ur. 1885)
- 1947:
  - Jakow Fiedorienko, radziecki dowódca wojskowy, marszałek wojsk pancernych (ur. 1896)
  - Helena Romer-Ochenkowska, polska pisarka, publicystka, działaczka społeczna (ur. 1878)
- 1951:
  - Aleksandrs Birznieks, łotewski nauczyciel, dyplomata (ur. 1882)
  - Władysław Dziewanowski, polski podpułkownik dyplomowany kawalerii, historyk wojskowości, inżynier (ur. 1882)
- 1952 – John Ponsonby, brytyjski generał (ur. 1866)
- 1953:
  - Tom Alley, amerykański kierowca wyścigowy (ur. 1889)
  - Paul Loicq, belgijski hokeista, sędzia i działacz hokejowy, prezydent IIHF (ur. 1888)
- 1957 – Édouard Herriot, francuski polityk, premier Francji (ur. 1872)
- 1958:
  - Erwin Kalser, niemiecki aktor, historyk sztuki, filozof pochodzenia żydowskiego (ur. 1883)
  - Franciszek Machalski, polski inżynier górniczy (ur. 1902)
- 1959:
  - Raymond Chandler, amerykański pisarz (ur. 1888)
  - Carl Enckell, fiński polityk, dyplomata (ur. 1876)
  - Montserrat Grases, hiszpańska Służebnica Boża (ur. 1941)
- 1961 – Carlos Duarte Costa, brazylijski ekskomunikowany biskup katolicki, założyciel i prymas Brazylijskiego Katolickiego Kościoła Apostolskiego (ur. 1888)
- 1963:
  - Pierre Lacau, francuski archeolog, egiptolog, filolog, wykładowca akademicki (ur. 1873)
  - Nikołaj Nikitin, rosyjski pisarz (ur. 1895)
  - Adam Szor, polski działacz ruchu robotniczego pochodzenia żydowskiego (ur. 1910)
- 1964:
  - Paul A. Baran, amerykański ekonomista marksistowski, wykładowca akademicki pochodzenia rosyjsko-żydowskiego (ur. 1910)
  - Józef Lucjan Kępiński, polski podpułkownik pilot (ur. 1900)
  - Henry Monck-Mason Moore, brytyjski polityk kolonialny (ur. 1887)
  - Otto Schniewind, niemiecki generaladmiral (ur. 1887)
- 1965 – Jekatierina Pieszkowa, rosyjska działaczka charytatywna (ur. ?)
- 1966:
  - Victor Hochepied, francuski pływak (ur. 1883)
  - Anthony Terlazzo, amerykański sztangista pochodzenia włoskiego (ur. 1911)
- 1968:
  - Jadwiga Ptach, kaszubska hafciarka (ur. 1902)
  - Albertus Wielsma, holenderski wioślarz (ur. 1883)
- 1969:
  - Stefan (Rudyk), polski duchowny prawosławny, metropolita warszawski i całej Polski, Polskiego Autokefalicznego Kościoła Prawosławnego pochodzenia ukraińskiego (ur. 1891)
  - Józef Seyda, polski duchowny katolicki, werbista, historyk Kościoła, patrolog (ur. 1920)
  - John Kennedy Toole, amerykański pisarz (ur. 1937)
  - B. Traven, angielsko- i niemieckojęzyczny pisarz nieznanej narodowości (ur. ?)
  - Chris Williams, brytyjski kierowca wyścigowy (ur. 1939)
- 1970 – Gustaw Janecki, polski major (ur. 1895)
- 1972:
  - Ryszard Serafinowicz, polski dziennikarz pochodzenia żydowskiego (ur. 1924)
  - Xie Fuzhi, chiński generał, polityk (ur. 1909)
- 1973:
  - Noël Coward, brytyjski reżyser teatralny, dramaturg, scenarzysta filmowy, aktor (ur. 1899)
  - Wolfgang Dessecker, niemiecki lekkoatleta, średniodystansowiec, matematyk (ur. 1911)
  - Leon Manteuffel-Szoege, polski chirurg pochodzenia niemiecko-bałtyckiego (ur. 1904)
  - George Sisler, amerykański baseballista (ur. 1893)
  - Stanisław Szachno-Romanowicz, polski kapitan, historyk, orientalista, turkolog, archiwista, kryptolog (ur. 1900)
  - Gustaw Konstanty Żebrowski, polski oficer NSZ (ur. 1896)
- 1974:
  - Fritz Gäbler, niemiecki dziennikarz, polityk komunistyczny (ur. 1897)
  - Werner Kohlmeyer, niemiecki piłkarz (ur. 1924)
  - Władysław Padacz, polski duchowny katolicki, polityk, poseł na Sejm RP (ur. 1900)
- 1976 – Lin Yutang, chiński pisarz, publicysta, wynalazca, uczony (ur. 1895)
- 1977 – Thomas Dugdale, brytyjski polityk (ur. 1897)
- 1978 – Emil Czech, polski plutonowy, trębacz (ur. 1908)
- 1979 – Iwao Matsuda, japoński generał porucznik (ur. 1895)
- 1980:
  - Dragutin Friedrich, chorwacki piłkarz, bramkarz, tenisista, lekkoatleta, hokeista (ur. 1897)
  - Zofia Lissa, polska muzykolog (ur. 1908)
  - Stanisław Stampf’l, polski pisarz (ur. 1919)
- 1983:
  - Stanisław Jakiel, polski duchowny katolicki, biskup pomocniczy przemyski (ur. 1910)
  - Wincenty Zaleski, polski katechetyk, salezjanin (ur. 1913)
- 1984 – Ahmed Sekou Touré, gwinejski polityk, prezydent Gwinei (ur. 1922)
- 1987:
  - Walter Abel, amerykański aktor, komik (ur. 1898)
  - Kazimierz Dobrowolski, polski socjolog, etnolog (ur. 1894)
- 1988 – Jerzy Roman Jaglarz, polski dziennikarz, poeta, prozaik (ur. 1939)
- 1989:
  - Asbjørn Ruud, norweski skoczek narciarski (ur. 1919)
  - Bogusław Molski, polski botanik (ur. 1932)
  - Māris Liepa, łotewski tancerz baletowy (ur. 1936)
- 1991:
  - Lesław Bajer, polski dziennikarz, krytyk filmowy (ur. 1934)
  - Lechosław Marszałek, polski reżyser i scenarzysta filmów animowanych (ur. 1922)
- 1992 – Janina Kamińska, polska archeolog, pedagog, instruktorka ZHP (ur. 1899)
- 1993 – Reuben Fine, amerykański szachista (ur. 1914)
- 1994 – Margaret Millar, amerykańska pisarka pochodzenia kanadyjskiego (ur. 1915)
- 1995:
  - Eazy-E, amerykański raper, członek zespołu N.W.A (ur. 1963)
  - Frans Mahn, holenderski kolarz szosowy i torowy (ur. 1933)
  - Władimir Maksimow, rosyjski pisarz, dziennikarz, emigrant (ur. 1930)
- 1996 – Edmund Muskie, amerykański polityk pochodzenia polskiego, sekretarz stanu (ur. 1914)
- 1997:
  - Otto John, niemiecki prawnik (ur. 1909)
  - Hartmut Losch, niemiecki lekkoatleta, dyskobol (ur. 1943)
- 1998 – Zdzisław Libera, polski historyk literatury (ur. 1913)
- 2000 – Alex Comfort, brytyjski seksuolog, psycholog, poeta, felietonista, anarchista, pacyfista (ur. 1920)
- 2001:
  - Kazimierz Dux, polski onkolog (ur. 1925)
  - Piotr Sobociński, polski operator filmowy (ur. 1958)
- 2002:
  - Randy Castillo, amerykański perkusista, członek zespołu Mötley Crüe (ur. 1950)
  - Eugen Meier, szwajcarski piłkarz (ur. 1930)
- 2003:
  - Michał Kaczmarkowski, polski filolog klasyczny, językoznawca, twórca niderlandystyki na KUL-u (ur. 1934)
  - Tauese Sunia, amerykański polityk, gubernator Samoa Amerykańskiego (ur. 1941)
  - Bolesław Wierzbiański, polski dziennikarz, polityk, działacz emigracyjny (ur. 1913)
- 2004:
  - Jan Berry, amerykański muzyk, członek zespołu Jan & Dean (ur. 1941)
  - Branko Bulatović, jugosłowiański działacz piłkarski (ur. 1951)
  - Fred Karlin, amerykański kompozytor muzyki filmowej (ur. 1936)
  - Jan Sterling, amerykańska aktorka (ur. 1921)
- 2005:
  - James Callaghan, brytyjski polityk, premier Wielkiej Brytanii (ur. 1912)
  - Paul Hester, australijski perkusista, członek zespołu Crowded House (ur. 1959)
  - Kłara Łuczko, rosyjska aktorka (ur. 1925)
- 2006:
  - David Cunliffe-Lister, brytyjski arystokrata, polityk (ur. 1937)
  - Alain Danet, francuski hokeista na trawie, działacz sportowy (ur. 1931)
  - Ole Madsen, duński piłkarz (ur. 1934)
  - Jolanta Sell, polska tłumaczka (ur. 1922)
  - Nikki Sudden, brytyjski piosenkarz (ur. 1956)
- 2007:
  - Sylvia Heschel, amerykańska pianistka (ur. 1913)
  - Michaił Kolesnikow, rosyjski generał, polityk (ur. 1939)
- 2008:
  - Dov Freiberg, izraelski pisarz (ur. 1927)
  - Manuel Marulanda, kolumbijski przywódca organizacji terrorystycznej FARC (ur. 1930)
  - Freidoune Sahebjam, francuski pisarz, dziennikarz (ur. 1933)
- 2009:
  - Piotr Bednarz, polski działacz opozycji antykomunistycznej (ur. 1949)
  - Ryszard Herczyński, polski fizyk, specjalista w zakresie mechaniki płynów (ur. 1926)
  - John Mayhew, brytyjski perkusista, członek zespołu Genesis (ur. 1947)
- 2010 – Mauro La Torre, włoski esperantysta (ur. 1946)
- 2011:
  - Paul Baran, amerykański informatyk pochodzenia polskiego (ur. 1926)
  - Harry Coover, amerykański chemik (ur. 1917)
  - Geraldine Ferraro, amerykańska polityk (ur. 1935)
  - František Havránek, czeski piłkarz, trener (ur. 1923)
  - Yrjö Hietanen, fiński kajakarz (ur. 1927)
  - Diana Wynne Jones, brytyjska pisarka fantasy (ur. 1934)
  - Kazimierz Macioch, polski zapaśnik (ur. 1932)
  - Roman Piętka, polski duchowny neounicki, archimandryta, marianin, filolog (ur. 1937)
- 2013:
  - Hjalmar Andersen, norweski łyżwiarz szybki (ur. 1923)
  - Tom Boerwinkle, amerykański koszykarz (ur. 1945)
  - Krzysztof Kozłowski, polski dziennikarz, filozof, polityk, minister spraw wewnętrznych, szef UOP (ur. 1931)
  - Jerzy Nowak, polski aktor (ur. 1923)
  - Nikołaj Sorokin, rosyjski aktor (ur. 1952)
  - Adam Witek, polski pilot szybowcowy (ur. 1928)
  - Jerzy Wyrobek, polski piłkarz, trener (ur. 1949)
- 2014:
  - Marcus Kimball, brytyjski polityk (ur. 1928)
  - Wolfgang Kirchgässner, niemiecki duchowny katolicki, biskup Fryburga (ur. 1928)
  - Reinhold Pommer, niemiecki kolarz szosowy (ur. 1935)
- 2015:
  - Dinkha IV Khanania, asyryjski duchowny, katolikos-patriarcha Kościoła Wschodu (ur. 1935)
  - Tomas Tranströmer, szwedzki prozaik, poeta, tłumacz, laureat Nagrody Nobla (ur. 1931)
- 2016:
  - Andrzej Sandomierski, polski prawnik (ur. 1953)
  - André Sol, holenderski duchowny katolicki, biskup Amboiny (ur. 1915)
- 2017:
  - Darlene Cates, amerykańska aktorka (ur. 1947)
  - Władimir Kazaczonok, rosyjski piłkarz, trener (ur. 1952)
  - Brian Oldfield, amerykański lekkoatleta, kulomiot (ur. 1945)
  - Halina Paszkowska-Turska, polska operatorka dźwięku (ur. 1927)
  - Stefan Stanisławiak, polski jeździec sportowy, trener (ur. 1941)
- 2018 – Siergiej Mawrodi, rosyjski inżynier, przedsiębiorca, oszust, polityk (ur. 1955)
- 2019:
  - Ted Burgin, angielski piłkarz (ur. 1927)
  - Isidro Sala Ribera, hiszpański duchowny katolicki posługujący w Peru, biskup Abancay (ur. 1933)
- 2020:
  - Mark Blum, amerykański aktor (ur. 1950)
  - Michel Hidalgo, francuski piłkarz, trener (ur. 1933)
  - Oscar Ichazo, chilijski psycholog, pisarz (ur. 1931)
  - Maciej Kosycarz, polski fotoreporter (ur. 1964)
  - Curly Neal, amerykański koszykarz (ur. 1942)
  - Hamish Wilson, brytyjski aktor (ur. 1942)
  - Daniel Yuste, hiszpański kolarz szosowy (ur. 1944)
- 2021:
  - Tadeusz Bacia, polski neurolog, neurofizjolog, wykładowca akademicki (ur. 1926)
  - Peter Blank, niemiecki duchowny katolicki, teolog, prawnik, pisarz (ur. 1939)
  - Lennart Larsson, szwedzki biegacz narciarski (ur. 1930)
  - Paul Polansky, amerykański historyk, pisarz, działacz na rzecz praw Romów (ur. 1942)
- 2022:
  - Stanisław Grzybowski, polski historyk, wykładowca akademicki, publicysta, pisarz (ur. 1930)
  - James Moriarty, irlandzki duchowny katolicki, biskup Kildare-Leighlin (ur. 1936)
  - Przedzisław Polakowski, polski farmakolog, wykładowca akademicki (ur. 1932)
  - Teofil Wilski, polski duchowny katolicki, biskup pomocniczy kaliski (ur. 1935)
- 2023:
  - Nikołaj Dupak, rosyjski aktor (ur. 1921)
  - Ivano Marescotti, włoski aktor (ur. 1946)
  - David McGough, brytyjski duchowny katolicki, biskup pomocniczy Birmingham (ur. 1944)
  - Juan Carlos Murúa, argentyński piłkarz, trener (ur. 1935)
  - Karl-Josef Rauber, niemiecki duchowny katolicki, nuncjusz apostolski, kardynał (ur. 1934)
  - Piotr Wysocki, polski aktor (ur. 1936)
- 2024:
  - Gisela Birkemeyer, niemiecka lekkoatletka, płotkarka, sprinterka (ur. 1931)
  - Leszek Bugajski, polski krytyk literacki, publicysta (ur. 1949)
  - Ihor Juchnowski, ukraiński fizyk, działacz społeczny, polityk (ur. 1925)
  - Rajmund Miller, polski otorynolaryngolog, samorządowiec, polityk, poseł na Sejm RP (ur. 1954)
  - Richard Serra, amerykański rzeźbiarz (ur. 1938)
  - André Van Herpe, belgijski piłkarz (ur. 1933)
- 2025:
  - Manuel Hilario de Céspedes y García Menocal, kubański duchowny katolicki, biskup Matanzas (ur. 1944)
  - Bogusław Domagała, polski ekonomista, działacz partyjny i rolniczy, wicewojewoda kielecki (ur. 1936)
  - Rolf Groven, norweski malarz (ur. 1943)
  - Ferenc Szabó, węgierski judoka (ur. 1948)
  - Settimio Todisco, włoski duchowny katolicki, arcybiskup Brindisi-Ostuni (ur. 1924)
  - Antoni Trzaskowski, polski piłkarz (ur. 1941)
  - Stef Wertheimer, izraelski przedsiębiorca, polityk, miliarder (ur. 1926)